# Dihidrogenofosfat de sodiu
Dihidrogenofosfatul de sodiu (denumit și fosfat monosodic, bifosfat de sodiu sau fosfat de sodiu monobazic) este un compus anorganic cu formula chimică NaH2PO4, fiind unul dintre tipurile de săruri fosfat de sodiu. Este utilizat în industria chimică și se regăsește în formă anhidră, cât și sub formă de mono- și dihidrați.

## Obținere și reacții
Dihidrogenofosfatul de sodiu este o sare care se obține în urma reacției de neutralizare a acidului fosforic cu hidroxid de sodiu:
{\displaystyle {\ce {H3PO4 + NaOH -> NaH2PO4 + H2O}}}
pKa-ul fosfatului monosodic este de 6,8-7,2 (depinzând de caracteristicile fizico-chimice din timpul determinării).
Prin încălzirea la temperaturi de peste 169 °C, trece în analogul său dimer, pirofosfatul disodic:
{\displaystyle {\ce {2 NaH2PO4 -> Na2H2P2O7 + H2O}}}